# 연방경제협력개발부

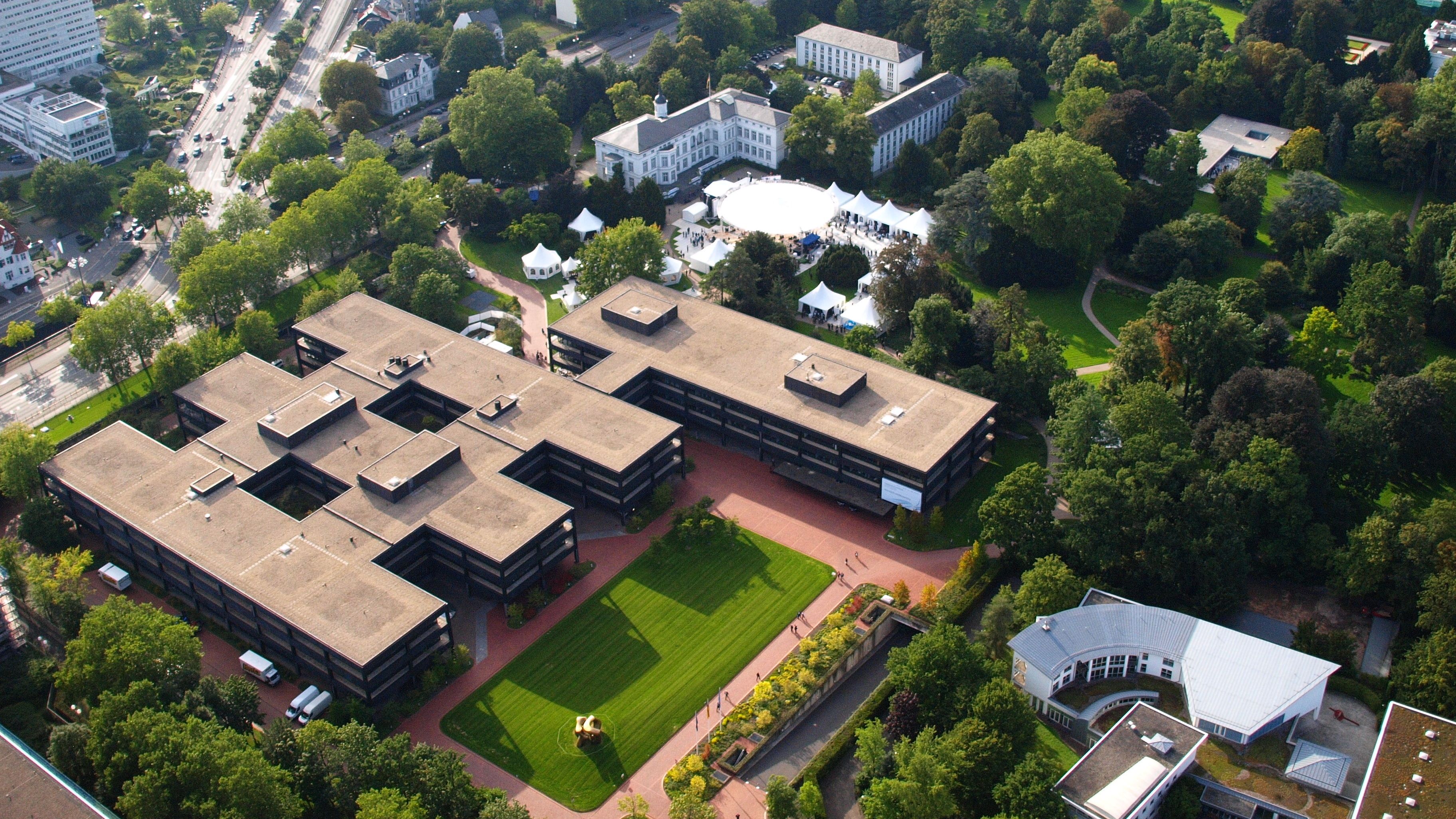

연방경제협력개발부(독일어: Bundesministerium für wirtschaftliche Zusammenarbeit und Entwicklung, BMZ, Federal Ministry for Economic Cooperation and Development)는 독일의 개발원조기구이다. 국제금융기구를 비롯한 다자간 협력 활동은 이곳에서 담당한다. 본부는 본에 위치하고 있으며 제2청사는 베를린에 있다.
서독 시절인 1961년에 설치되어 협력부는 독일 내부와 다자간 협력 및 제휴 관계를 증진하는데 목적을 두고 있다. IMF, 세계은행, 국제연합 등 여러 국제기구와 협력하고 있다.

## 같이 보기
- KfW: 독일의 국영은행으로서 개발원조 기능 담당.